# Liste des municipalités du Tabasco

Armoiries de l'État de Tabasco

L'état mexicain du Tabasco comprend 17 municipalités. La capitale est Villahermosa.

## Liste des municipalités et des codes INEGI associés

État de Tabasco

Municipalités de l'État de Tabasco

Le code INEGI complet de la municipalité comprend le code de l'État - 27 - suivi du code de la municipalité. Exemple : Centro = 27004. Chaque municipalité comprend plusieurs localités. Ainsi, pour le chef-lieu de la municipalité de Centro, la ville de Villahermosa : 270040001.
| Code | Municipalité    | Ville principale         |
| ---- | --------------- | ------------------------ |
| 001  | Balancán        | Balancán                 |
| 002  | Cárdenas        | Cárdenas                 |
| 003  | Centla          | Frontera                 |
| 004  | Centro          | Villahermosa             |
| 005  | Comalcalco      | Comalcalco               |
| 006  | Cunduacán       | Cunduacán                |
| 007  | Emiliano Zapata | Emiliano Zapata          |
| 008  | Huimanguillo    | Huimanguillo             |
| 009  | Jalapa          | Jalapa                   |
| 010  | Jalpa de Méndez | Jalpa de Méndez          |
| 011  | Jonuta          | Jonuta                   |
| 012  | Macuspana       | Macuspana                |
| 013  | Nacajuca        | Nacajuca                 |
| 014  | Paraíso         | Paraíso                  |
| 015  | Tacotalpa       | Tacotalpa                |
| 016  | Teapa           | Teapa                    |
| 017  | Tenosique       | Tenosique de Pino Suárez |